# Округ Крофорд (Висконсин)
Округ Крофорд (енгл. Crawford County) је округ у америчкој савезној држави Висконсин.

## Демографија
По попису из 2010. године број становника је 16.644, што је 599 (-3,5%) становника мање него 2000. године.
| Група             | 2000.          | 2010.          |
| Белци             | 16.693 (96,8%) | 15.991 (96,1%) |
| Афроамериканци    | 233 (1,4%)     | 296 (1,8%)     |
| Азијати           | 45 (0,3%)      | 63 (0,4%)      |
| Хиспаноамериканци | 129 (0,7%)     | 150 (0,9%)     |
| Укупно            | 17.243         | 16.644         |